# Frog Dreaming
Frog Dreaming is een Australische avonturenfilm uit 1986, geregisseerd door Brian Trenchard-Smith.

## Verhaal
Een Amerikaanse jongen Cody, wiens ouders zijn overleden, woont in Australië met zijn voogd Gaza. Cody is erg fantasierijk, inventief en nieuwsgierig. Hij bouwt dingen in zijn garage, waaronder een railfiets die hij gebruikt om zich te verplaatsen. Cody stuit op vreemde gebeurtenissen in Devil's Knob National Park, die verband houden met een Aboriginal-mythe over "Frog Dreamings" en Bunyips. Cody probeert het te onderzoeken. Voorvallen draaien rond een vijver waar een vermeend monster genaamd "Donkegin" leeft. Een andere mythe die door kinderen wordt onderzocht, is het verhaal van Kurdaitcha-man die optreedt als een soort Australische versie van een boeman en een bovennatuurlijke rechter die met straf omgaat. Kinderen wordt verteld dat het alle fouten straft die zijn gemaakt volgens de wetten van de oude aboriginals, waaronder wederzijdse schade, het doden van dieren zonder dat ze voedsel nodig hebben en het vernietigen van het milieu (het uiterlijk is duidelijker volgens de mythe toen de blanke mannen arriveerden). De Kurdaitcha-man zwerft door het platteland, vooral 's nachts en draagt schoenen gemaakt van emoe-veren om elk spoor te bedekken.
Nadat Cody in het midden van de vijver bellen ziet barsten, ontdekt hij het uitgedroogde lichaam van een dakloze man Neville, in een nabijgelegen tent. De lokale politie onderzoekt, maar stelt alleen vast dat Neville waarschijnlijk is overleden aan een hartaanval. Cody is vastbesloten om het mysterie van de vijver zelf na te jagen en creëert een geïmproviseerd duikpak en gaat verder met het verkennen van de donkere bodem, maar keert nooit terug. De stedelingen denken dat hij verdronken is en besluiten de vijver leeg te pompen om zijn lichaam te bergen. Voordat ze echter op kunnen raken, observeert Cody's vriendin Wendy een speelgoedvliegtuig in Cody's aquarium en een boek over oude mijnbouwapparatuur en beseffend dat Cody misschien nog leeft, helpen de rally's een team duikers de vijver in te sturen. Het duikteam probeert Cody te lokaliseren en hem een zuurstoftank te brengen, maar voordat ze de kans krijgen, begint de vijver te borrelen en opnieuw te koken. Donkegin komt tevoorschijn met Cody in zijn kaken en heft zijn hoofd op in een bovennatuurlijke kreet, die doet denken aan oud roestig metaal. Een van de officieren herkent de vorm als de lichten doordringen in het zeewier en het zeewier dat Donkegin bedekt, waardoor het zijn monsterlijke uiterlijk krijgt.
Ze ontdekken dat Donkegin eigenlijk een oude stoommachine is of een soort graafmachine die jaren geleden bij bouwwerkzaamheden werd gebruikt en dat de vijver eigenlijk een ondergelopen steengroeve is. Er werd ook onthuld dat veel voorwerpen zich op de bodem van de vijver hebben opgehoopt, waaronder een auto, fiets, olievaten en andere rommel. De lokale bevolking slaagt erin Cody veilig naar buiten te krijgen en de mythe van het monster in de vijver te verdrijven. De mythe van de Kurdaitcha-man wordt verder onderzocht wanneer Cody denkt dat hij hem in een droomstaat ziet die de stoommachine terug in de vijver zet. De Kurdaitcha-man wordt gezien als een oude Aboriginal man met gevederde schoenen.
De film eindigt met het mysterie dat zich ontvouwt en Cody samen met zijn vrienden veilig en wel met Kurdaitcha Man en Donkegin nog steeds "levend" en actief in hun gedachten.

## Rolverdeling
| Acteur        | Personage |
| ------------- | --------- |
| Henry Thomas  | Cody      |
| Tony Barry    | Gaza      |
| Rachel Friend | Wendy     |
| Tamsin West   | Jane      |
| John Ewart    | Ricketts  |

## Productie
De film werd oorspronkelijk geregisseerd door Russell Hagg. De producent en schrijver waren echter niet tevreden met de voortgang en spoorden Brian Trenchard-Smith op die net een aflevering van de Australische westernserie Five Mile Creek had afgemaakt en vroegen hem om het over te nemen. Trenchard-Smith hield van het script en was geïnteresseerd in het werken met Henry Thomas, dus hij accepteerde.
Scènes uit de film werden gefilmd in het Victoriaanse stadje Woods Point in het Yarra Ranges National Park. Ook de voormalige steengroeve van Moorooduc Quarry Flora and Fauna Reserve in Mount Eliza, een buitenwijk in Melbourne.

## Prijzen en nominaties
| Jaar | Prijs                           | Categorie                  | Genomineerde(n)                                                            | Uitslag     |
| ---- | ------------------------------- | -------------------------- | -------------------------------------------------------------------------- | ----------- |
| 1986 | Australian Film Institute Award | Beste bewerking            | Brian Kavanagh                                                             | Gewonnen    |
| 1986 | Australian Film Institute Award | Beste originele filmmuziek | Brian May                                                                  | Genomineerd |
| 1986 | Australian Film Institute Award | Beste geluid               | Craig Carter, Tim Chau, Mark Lewis, Ken Sallows, Roger Savage en Rex Watts | Genomineerd |
| 1986 | Australian Film Institute Award | Beste productieontwerp     | Jon Dowding                                                                | Genomineerd |